# Rhacocarpus alpinus
Rhacocarpus alpinus là một loài rêu trong họ Rhacocarpaceae. Loài này được (C.H. Wright) Paris mô tả khoa học đầu tiên năm 1900.